# Devèze (rivière)
Pour les articles homonymes, voir Devèze.
 (septembre 2016).
Si vous disposez d'ouvrages ou d'articles de référence ou si vous connaissez des sites web de qualité traitant du thème abordé ici, merci de compléter l'article en donnant les références utiles à sa vérifiabilité et en les liant à la section « Notes et références ».
La Devèze est une rivière française du département de la Gironde, affluent gauche de la Garonne.

## Étymologie
Devèze vient du latin defensum et se disait autrefois d'un bois et plus souvent d'un pâturage communal dont l'utilisation était interdite ou règlementée. Le ruisseau a dû traverser ou jouxter un tel terrain.

## Géographie
Elle prend sa source dans la commune de Mérignac au lieu-dit « Beau Désert ». Elle traverse cette commune de la métropole Bordelaise tantôt à ciel ouvert, tantôt en canalisation, jusqu'au parc de Bourran où elle alimentait jadis un étang.
Aujourd'hui, l'étang est alimenté par les eaux pluviales, la Devèze est déviée sous le parc et rejoint la sortie des eaux de l'étang par le collecteur Est (44° 50′ 15″ N, 0° 37′ 39″ O).
Dans une deuxième section, elle disparaît, enterrée petit à petit par la ville de Bordeaux. Elle passe sous le quartier Saint-Pierre pour se jeter finalement dans la Garonne au niveau du quai Richelieu.
Une rue porte son nom à Bordeaux, le long du Cimetière de la Chartreuse, à proximité du Lycée Toulouse-Lautrec. Et la rue de la Devise, dans le quartier Saint-Pierre, fait référence à cette rivière qui passe en dessous. 

## Histoire

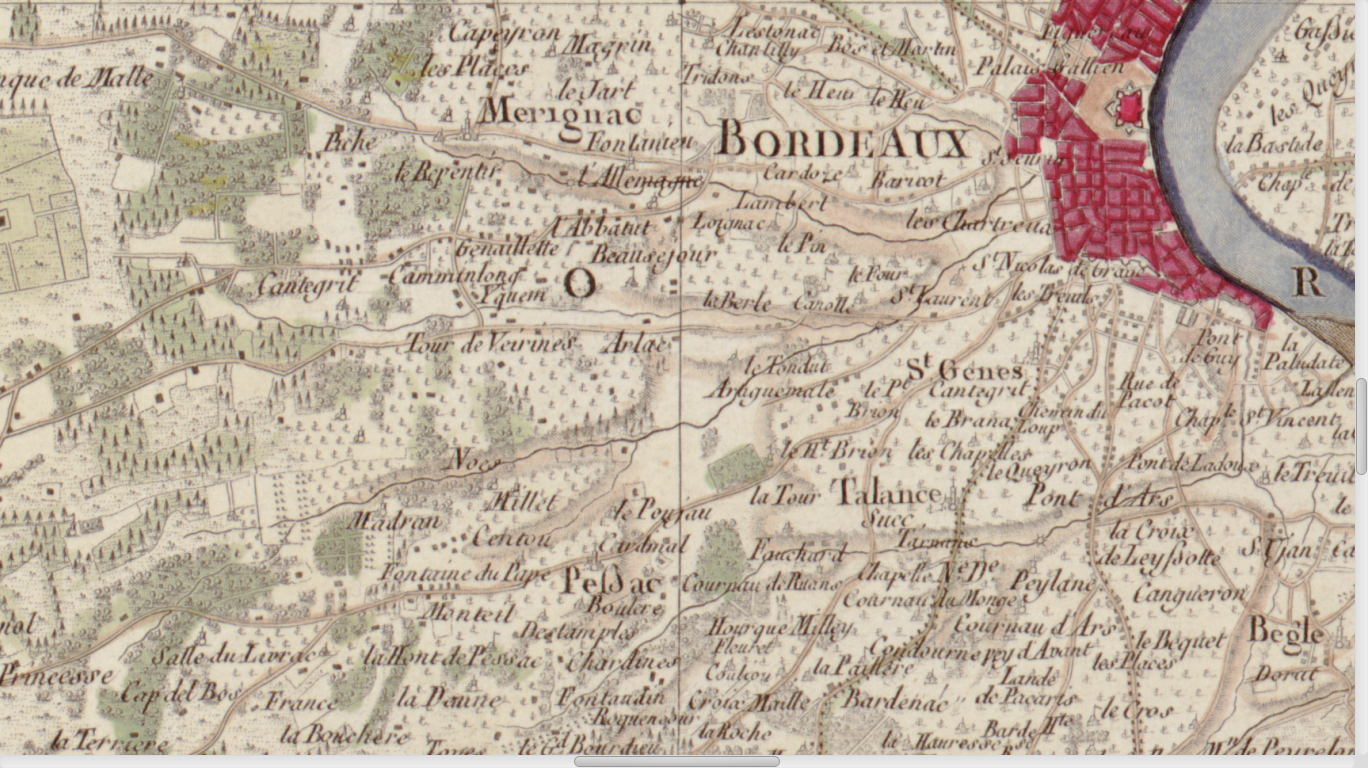
La Devèze et le Peugue en 1756, Cassini

Avec le Peugue, elle formait un delta marécageux, qui fut creusé par les Romains au Ier siècle apr. J.-C., pour en faire le premier port de Bordeaux (qui se situait sous l'église Saint-Pierre).
Elle a été célébrée par Ausone .
Pendant longtemps La Devèze servit d'égout naturel à Bordeaux, mais à la suite de la loi no 64-1245 du 16 décembre 1964 relative au régime et à la répartition des eaux et à la lutte contre leur pollution, elle est protégée de tout déversement d'eaux usées et d'eau de pluie. Malgré cela, les odeurs résiduelles, qui se dégagent au niveau du collecteur est, témoignent de l'état de pollution de cette rivière où toute faune piscicole a aujourd'hui disparu.
Comme toutes les rivières urbaines, elle est un enjeu de réhabilitation des espaces naturels intra-urbains longtemps souillés.